# FM signal generator
FM (frekvencijski modulisani) signal-generatori proizvode sinusni (nemodulisani) ili frekvencijski modulisani signal. Služe za ispitivanje uređaja koji rade sa frekvenciski modulisanim signalom, na primjer, radio-prijemnika u UHT-oblasti (od 88 do 108 MHz), tonskog kanala u televiziji itd. Obično rade od na frekvencijama od 1 MHz do 1 GHZ .

## Fizička realizacija
Frekvencijska modulacija se izvodi u oscilatoru, i to obično pomoću varikap diode. Kod varikap diode se mijenja njena kapacitivnost pomoću priključenog inverznog napona. Kalem L i kondezator C predstavljaju elemente osnovnog oscilatornog kola oscilatora. Preko kondezatora za spregu Cs kapacitivnost varikap-diode je paralelno priključena osnovnoj kapacitivnosti C i čini dio ukupne kapacitivnosti oscilatornog kola. Jednosmjerni napon Uo je, u stvari, inverzni prednapon varikap-diode. Njemu se dodaje naizmjenični niskofrekvencijski napon. Jednosmjerni prednapon Uo određuje kolika će biti srednja kapacitivnost varikap-diode Co.
Naizmjenični niskofrekvencijski napon mijenja ukupan napon oko srednje vrijednosti (od U1 do U2) i mijenja kapacitivnost varikap-diode od C1 do C2 oko srednje vrijednosti Co i tako mijenja ukupnu kapacitivnost oscilatornog kola. Promjenom ukupne kapacitivnosti oscilatornog kola pomoću niskofrekvenciijskog napona mijenja se učestanost oscilovanja oscilatora i tako se ostvaruje frekvencijska modulacija. Otpornik R obično ima veliku otpornost (obično veću od 100 kΩ) i sprečava prigušenje oscilatornog kola, koje bi prigušila mala unutrašnja otpornost oba generatora. 
Kapacitivnost kondezatora Cs se tako odabira da ima veliku impedansu za niskofrekvencijski signal i tako sprečava da niskofrekvencijski signal bude kratko spojen kalemom L; ovaj kondezator treba da ima malu impedansu za visokofrekvencijski signal pa se preko njega povezuje kondezator C sa varikap-diodom ; takođe sprečava proticanje jednosmjerne struje kroz kalem.
Veličina devijacije je obično do 75 kHz, iako može da bude i veća.
Pojačavač i oslabljivač se izvode na način koji je veoma sličan njihovom izvođenju kod AM signal-generatora. Razdvojni pojačavač se najčešće izvodi kao pojačavač sa zajedničkim drejnom. Oslabljivač na izlazu je obično ćelijski sa izlaznom otpornošću od 50 Ω.
Izlazni napon FM signal-generatora se može finije podešavati, na primjer, od 1 µV do 1 V, jer veliki broj uređaja koji rade u UHF i VHF oblastima imaju u normalnom radu mali ulazni signal, koji često iznosi nekoliko mikrovolti. Na primjer, radio-prijemniku UHT oblasti ima na ulazu signal koji iznosi nekoliko mikrovolti.